# Elizabeth Fries Ellet
Elizabeth Fries Ellet (ur. 18 października 1818, zm. 3 czerwca 1877) – amerykańska historyk, pisarka i poetka okresu romantyzmu. Odegrała ważną rolę jako pierwsza autorka, która pisała o roli wybitnych kobiet w amerykańskiej wojnie o niepodległość.

## Życiorys
Elizabeth Fries Ellet urodziła się w Sodus Point w stanie Nowy Jork jako Elizabeth Fries Lummis. Jej rodzicami byli znany lekarz William Nixon Lummis (1775–1833), uczeń znanego doktora Benjamina Rusha i Sarah Maxwell (1780–1849), córka kapitana Johna Maxwella, który w narodowowyzwoleńczej kampanii Jerzego Waszyngtona dowodził setką ochotników, znaną jako kompania Maxwella. Poetka miała pięcioro rodzeństwa. W 1835 roku Elizabeth Fries Lummis opublikowała swoją pierwszą oryginalną książkę, zatytułowaną Poems, Translated and Original (Wiersze, tłumaczone i oryginalne), która zawierała między innymi tragedię Teresa Contarini, opartą na weneckiej historii. Wcześniej ogłosiła jedynie (anonimowo) tłumaczenie Eufemia z Messyny Silvia Pellico. W tym czasie poślubiła Williama Henry'ego Elleta (1806–1859), chemika, absolwenta Columbia Colledge w Nowym Jorku, prowadzącego badania nad cyjankami i otrzymywaniem bawełny strzelniczej. Małżonkowie przeprowadzili się do miasta Columbia w Karolinie Południowej, gdzie mąż autorki w 1836 roku został profesorem chemii, geologii i mineralogii na South Carolina College.

## Twórczość
Najważniejszą pozycją Elizabeth Fries Ellet, która przyniosła jej sławę i uznanie, jest pokaźna książka The Women of the American Revolution (Kobiety Rewolucji Amerykańskiej), początkowo dwutomowa, potem rozszerzona i trzytomowa, wydana w 1848 (1850). Zawiera ona życiorysy około 160 kobiet, które brały aktywny udział w wojnie o niepodległość Stanów Zjednoczonych, były jej naocznymi świadkami albo wypowiadały się publicznie na jej temat. Kompendium Elizabeth Fries Ellet przełamywało stereotyp historii jako dziedziny tworzonej i pisanej wyłącznie przez mężczyzn. Podkreślając rolę kobiet w przełomowych wydarzeniach historycznych, autorka postawiła się w szeregu pierwszych bojowniczek o prawa kobiet, sprzyjając ich szybszej emancypacji.
Obok pracy historycznej Elizabeth Fries Ellet pisała poezje. Do jej najlepszych i najszerzej znanych wierszy należy sześciozwrotkowy utwór Lake Ontario (Jezioro Ontario), napisany oktawą.  Dłuższym utworem jest poemat The Death of St. Louis (Śmierć świętego Ludwika). W twórczości Ellet nie zabrakło sonetu (O weary heart, there is a rest for thee). Poetka również tłumaczyła wiersze. Przekładała między innymi utwory Alphonse'a de Lamartine'a. Przyswoiła również poemat włoskiego klasyka Uga Foscolo Grobowce:
All’ombra de’ cipressi e dentro l’urne
Confortate di pianto è forse il sonno
Della morte men duro?
(Dei sepolcri)
Beneath the cypress shade, or sculptured urn
By fond tears watered, is the sleep of death
Less heavy?
(Sepulchres)